# Trigonopterus mulensis
Trigonopterus mulensis – gatunek chrząszcza z rodziny ryjkowcowatych i podrodziny krytoryjków.
Gatunek ten opisany został po raz pierwszy w 2022 roku przez Alexandra Riedela na łamach „ZooKeys”. Jako miejsce typowe wskazano południowe okolice Miri w Parku Narodowym Mulu w malezyjskim stanie Sarawak. Epitet gatunkowy pochodzi od miejsca typowego.
Chrząszcz o ciele długości 2,75 mm, wysklepionym, w zarysie prawie jajowatym ze słabym przewężeniem między przedpleczem a pokrywami, ubarwionym czarno z jasnordzawymi czułkami oraz ciemnordzawymi odnóżami i pokrywami. Ryjek zaopatrzony jest w listewkę środkową i parę listewek przyśrodkowych zakończonych przy nasadach czułków. Epistom zaopatrzony jest w listewkę środkową. Przedplecze jest gęsto i grubo punktowane oraz mikrosiateczkowane. Pokrywy mają wyraźne rzędy małych punktów oraz żeberkowate, skórzaste międzyrzędy. Wszystkie uda mają niezmodyfikowane listewki przednio-brzuszne. Tylna para odnóży ma na udach grube punktowanie powierzchni grzbietowej oraz przedwierzchołkową łatkę strydulacyjną. Golenie mają przed nasadami ząbkowane krawędzie grzbietowe, przy czym na tylnej parze ząbki są tępe, a na pozostałych ostre. Genitalia samca mają prącie o prawie równoległych bokach, π-kształtnym sklerycie w części wierzchołkowej i dwufalistej z pośrodkowym wcięciem krawędzi szczytowej, mały i ząbkowaty aparat przenoszący oraz przewód wytryskowy bez bulbusa.
Owad orientalny, endemiczny dla Borneo, znany tylko z lokalizacji typowej w stanie Sarawak. Spotykany na rzędnych 200 m n.p.m.